# Katya Wyeth
Katya Wyeth (Alemania, 1 de enero de 1948) es una actriz y modelo alemana conocida por sus papeles en varias películas de terror durante la década de 1960 y la década de 1970. Aparece acreditada en muchas películas como Katya Wyath o Kathja Wyeth.
Katya Wyeth apareció en películas como Hands of the Ripper (1971) o Burke & Hare (1972). Su papel más recordado es problabemente el de la Condesa Mircalla en la película Twins of Evil (1971), en la que trabajó junto a actores como Peter Cushing.
Katya Wyeth fue la actriz vista retozando con Alex en la escena que cierra La naranja mecánica. También apareció en dos episodios de la primera temporada de Monty Python's Flying Circus.

## Filmografía selecta
- Inspector Clouseau, el rey del peligro (1968)
- Monty Python's Flying Circus (1969)
- La naranja mecánica (1971)
- Twins of Evil (1971)
- Burke & Hare (1971)
- Straight On till Morning (1972)
- Barry McKenzie Holds His Own (1974)
- Confessions of a Window Cleaner (1974)
- Got It Made (1974)
- I'm Not Feeling Myself Tonight (1976)
- No. 1 of the Secret Service (1977)